# Моруті Мталане
Моруті Мталане (англ. Moruti Mthalane; 6 жовтня 1982, Гаутенг, ПАР) — південноафриканський професійний боксер, чемпіон світу за версією IBF (2009—2014, 2018—2021) та за версією IBO (2014—2017) у найлегшій вазі.

## Професіональна кар'єра
2000 року Моруті Мталане дебютував на професійному рингу. Перші 24 поєдинка провів у ПАР. 1 листопада 2008 року у Лас-Вегасі, США, маючи рекорд 23-1, вийшов на бій проти чемпіона світу за версіями IBF та IBO у найлегшій вазі Ноніто Донера і програв технічним нокаутом у шостому раунді.
20 листопада 2009 року у Йоганнесбургу в бою проти Хуліо Сезара Міранда (Мексика) одностайним рішенням суддів завоював вакантний титул чемпіона світу за версією IBF у найлегшій вазі.
Провів чотири успішних захиста, здобувши перемоги над Золані Тете (ПАР), Джоном Ріель Казімеро (Філіппіни), Андреа Саррітцу (Італія) і Рікардо Нуньєсом (Панама). Був позбавлений звання чемпіона у січні 2014 року після того, як не зміг домовитися про бій зі своїм обов'язковим претендентом Амнатом Руенроенг (Таїланд).
15 березня 2014 року в Дурбані, ПАР, Моруті Мталане завоював вакантний титул чемпіона світу за версією IBO у найлегшій вазі. Провів три успішних захиста.
15 липня 2018 року в Куала-Лумпур, Малайзія, в бою проти до того непереможного пакистанця Мухаммеда Васім одностайним рішенням суддів завоював вакантний титул чемпіона світу за версією IBF у найлегшій вазі. Провів три успішних захиста. 30 квітня 2021 року в Лондоні, Англія, Моруті Мталане вийшов на бій проти місцевого претендента Санні Едвардса і, зазнавши поразки, втратив титул чемпіона.